# Axialkolbengetriebe
Ein Axialkolbengetriebe ist ein stufenloses Verdrängergetriebe (d. h. ein hydrostatisches Getriebe), das mit einer druckbeaufschlagten Flüssigkeit Arbeit überträgt. Es ist nicht mit hydrodynamischen Getrieben bzw. Strömungsgetrieben zu verwechseln. Es werden zum Betrieb daher stets eine Ölpumpe und ein entsprechender Motor benötigt. Bei einem Axialkolbengetriebe sind in axialer Richtung Zylinder angeordnet, die durch Steuerflächen hin- und herbewegt werden. Die Schräglage dieser Steuerflächen kann bis ca. 25° verstellt werden, wodurch der Kolbenhub entsprechend kleiner oder größer wird. Die vom Kolbenhub abhängige Ölfördermenge kann so stufenlos eingestellt werden. Auch die Förderrichtung kann umgestellt werden. Eingesetzt werden Axialkolbengetriebe z. B. in landwirtschaftlichen Nutzfahrzeugen wie Traktoren (Vario-Getriebe) und Mähdreschern, aber auch im Schienenfahrzeugbau, bspw. zum Antrieb von Motorlüftern.